# Smaragdia viridis
Smaragdia viridis es una especie de caracol de marino, un molusco gastrópodo marino de la familia Neritidae.

## Distribución
La distribución de Smaragdia  viridis abarca desde el mar Caribe hasta el mar Mediterráneo.

## Descripción
La concha es de color verde con tonalidades amarilla, lisa y brillante, ovalada, deprimida, La concha es interrumpida a menudo con bandas blancas o amarillas o líneas. La región columelar es blanco verdosa, amplia, convexa, curvada y con dientes finos en el margen.
La longitud total de la concha es de 7,5 mm.

## Hábitat
Smaragdia viridis es un habitante del litoral marino por lo general en aguas someras.